# Punto de interés

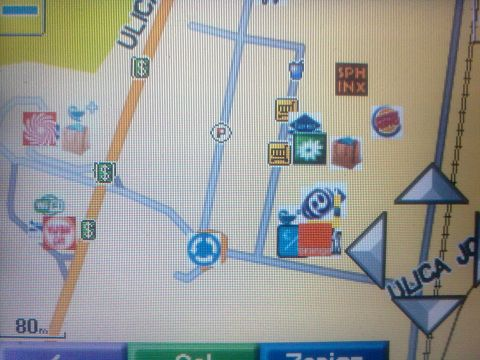
Visualización de puntos de interés en un GPS Garmin

Un punto de interés o "PDI" (en inglés point of interest o POI), es un punto de ubicación específica que alguien puede encontrar útil o interesante. Un ejemplo es un punto de la Tierra que representa la ubicación de edificios, un punto en Marte que representa la ubicación de la montaña el Monte Olimpo. La mayoría de los usuarios utilizan el término para referirse a hoteles, estaciones de servicio, radares o cualquier otras categorías utilizadas en los modernos Sistema de navegación para automóviles.
El término se utiliza ampliamente en cartografía, en mapas interactivos, SIG, particularmente en variantes o aplicaciones electrónicas, como software de navegación GPS y otros recursos. En este contexto, es sinónimo de waypoint.
Un punto de interés GPS precisa, como mínimo, latitud y longitud del PDI, asumiendo un cierto sistema de referencia geodésico. Un nombre o una descripción para el PDI se suele incluir, además de otra información, como la altitud u otros datos de interés. Aplicaciones GPS suelen utilizar iconos para representar las diferentes categorías de PDI en el mapa de forma gráfica.